# Saison 4 de Candice Renoir
Chronologie
Saison 3 Saison 5
Cet article présente les épisodes de la quatrième saison de la série télévisée Candice Renoir.

## Distribution

### Famille Renoir
- Cécile Bois : Commandant Candice Renoir
- Clara Antoons : Emma Renoir (fille, ainée des enfants)
- Étienne Martinelli : Jules Renoir (ainé des garçons, cadet des enfants)
- Paul Ruscher : Martin Renoir (l'un des jumeaux)
- Alexandre Ruscher : Léo Renoir (l'autre jumeau)
- Stéphane Blancafort : Commandant David Canovas, de la BRI, compagnon puis ex de Candice

### Le commissariat
- Raphaël Lenglet : Capitaine Antoine Dumas (de l'Estang)
- Gaya Verneuil : Lieutenant Chrystelle Da Silva
- Delphine Rich : Aline Jego, responsable de l'I.J.
- Nathalie Boutefeu : Sylvie Leclerc, Commandant à la PJ puis Commissaire, nouvelle supérieure de Candice

## Liste des épisodes

### Épisode 1:Il n'est pas de trahison qu'on ne pardonne
- Suisse : 2016 sur RTS Un
- Belgique : 2016 sur La Une
- France : 6 mai 2016 sur France 2

- Belgique :
- France : 4,70 millions de téléspectateurs (21,0 %)[1]

### Épisode 2:Le doute est un hommage qu'on rend à la vérité
- Suisse : 2016 sur RTS Un
- Belgique : 2016 sur La Une
- France : 6 mai 2016 sur France 2

- Belgique :
- France : 4,49 millions de téléspectateurs (20,2%)[1]

Le titre est une phrase de l'avocat de la défense. Candice Renoir doit témoigner à un procès pour assurer, confirmer la culpabilité de l'accusé.
Mais un autre meurtre est commis sur le même mode opératoire. Candice s'est-elle trompée de coupable ?
Le programmateur de la machine à laver est un indice dans cette enquête.

### Épisode 3:Notre pire ennemi est dans notre cœur
- Suisse : 2016 sur RTS Un
- Belgique : 2016 sur La Une
- France : 13 mai 2016 sur France 2

- Belgique :
- France : 4,5 millions de téléspectateurs (18,8%)[2]

Candice Renoir enquête sur la mort d'une interne en obstétrique poussée à bout par le harcèlement dont son service est victime.  Au beau milieu de la nuit précédente, Candice a reçu un appel au secours de la jeune interne, mais elle est arrivée trop tard. Un des témoins et suspects est un homme qu'elle a défendu la veille et qui est le président d'une association anti-avortements. Candice doit faire abstraction de ses convictions. 

### Épisode 4:Mieux vaut prévenir que guérir
- Suisse : 2016 sur RTS Un
- Belgique : 2016 sur La Une
- France : 13 mai 2016 sur France 2

- Belgique :
- France : 4,25 millions de téléspectateurs (18,6%)[2]

À la suite d'une remarque blessante du commandant Sylvie Leclerc, Candice Renoir décide de changer radicalement de méthodes et de look en se teignant d'abord les cheveux en brun. Hélas, loin de s'arranger, les choses vont empirer, au contraire, à tel point qu'au bout de l'enquête qui se termine sur une mésaventure, le moral de Candice finit par être au plus bas. Elle risque de "flinguer sa carrière" : autour d'elle, coéquipiers, amis et enfants s'inquiètent. Jules, son fils cadet, va même jusqu'à chiper et dissimuler son arme, craignant qu'elle ne se suicide. 
Candice doit trouver qui a volé un drone et pourquoi. Son affaire se retrouve liée à celle du commandant Leclerc : la mort du chef de l'entreprise de fabrique de drones. 

### Épisode 5:Loin des yeux, loin du cœur
- Suisse : 2016 sur RTS Un
- Belgique : 2016 sur La Une
- France : 20 mai 2016 sur France 2

- Belgique :
- France : 4,65 millions de téléspectateurs (19,4%)[3]

Antoine revient dans l'équipe. 
Candice s'est fâchée avec David. 
Toutes les affaires sont données à la PJ. 
Candice doit être présente pour mettre les scellés à un cercueil. Mais on ne peut pas procéder à la fermeture du cercueil car il manque des bijoux sur le défunt. Sa mort devient suspecte. L'enquête commence et conduit Candice à Valenciennes où elle  rencontre sa mère. 

### Épisode 6:Telle mère, telle fille
- Suisse : 2016 sur RTS Un
- Belgique : 2016 sur La Une
- France : 20 mai 2016 sur France 2

- Belgique :
- France : 4,61 millions de téléspectateurs (20%)[3]

- Fanny Cottençon : Magda Muller, la mère de Candice
- Benjamin Egner : Stanislas Verner

L'enquête continue entre Valenciennes et Sète. Mais le principal suspect est tué. Antoine vient aussi à Valenciennes. Les soupçons se portent très fortement sur la mère de Candice. Candice et sa mère se parlent. 
Candice va tout faire pour trouver le vrai coupable. 
Candice et Antoine deviennent très proches. 

### Épisode 7:Toute vérité n'est pas bonne à dire
- Suisse : 2016 sur RTS Un
- Belgique : 2016 sur La Une
- France : 27 mai 2016 sur France 2

- Belgique :
- France : 4,52 millions de téléspectateurs (19,0%)[4]

«  Ce qui s'est passé à Valenciennes [entre Candice et Antoine] reste à Valenciennes ». 
Candice a été blessée lors de sa précédente enquête.  
Nouvelle enquête : une femme est morte : est-ce lié à du proxénétisme (un chèque cadeau = une fiancée d'un soir) ou à une raison plus personnelle ? Candice et l'équipe mènent discrètement l'enquête alors que Sylvie Leclerc est commissaire, pour empêcher la brune d'enquêter, ils la surchargent de paperasse, mais elle découvre le pot aux roses. l'occasion pour Candice de prendre sa revanche ! 

### Épisode 8:Pas de fumée sans feu
- Suisse : 2016 sur RTS Un
- Belgique : 2016 sur La Une
- France : 27 mai 2016 sur France 2

- Belgique :
- France : 4,35 millions de téléspectateurs (18,8%)[4]

### Épisode 9:C'est dans le malheur qu'on reconnaît ses amis
- Suisse : 2016 sur RTS Un
- Belgique : 2016 sur La Une
- France : 3 juin 2016 sur France 2

- Belgique :
- France : 5,08 millions de téléspectateurs (21,5%)[5]

L'équipe enquête sur la mort d'un homme qui vendait des fruits et légumes et faisait au noir le taxi. 
Aline est liée à  l'enquête : elle cache un indice et connait très bien la suspecte dont on a trouvé les empreintes dans la voiture. Aline est interrogée. Pour sauver sa place, elle aide à démasquer le coupable. 

### Épisode 10:Œil pour œil et le monde deviendra aveugle
- Suisse :  sur RTS Un
- Belgique : 2016 sur La Une
- France : 3 juin 2016 sur France 2

- Belgique :
- France : 4,99 millions de téléspectateurs (22,6%)[5]